# Iveco Stralis
L'Iveco Stralis est un camion et un tracteur de semi-remorque lourd fabriqué par le constructeur italien IVECO depuis 2002 pour remplacer les précédentes gammes Eurostar et Eurotech.

## Historique
Ce véhicule haut de gamme couvre la tranche lourde au-dessus des 18 tonnes et permet des convois jusqu'à 60 t en Europe, 54 t en Amérique du Sud et 120 t en Australie.
La gamme Stralis est fabriquée en Allemagne et en Italie pour les marchés d'Europe, au Brésil pour le marché sud-américain et en Australie, selon les mêmes critères qualitatifs et dispose des mêmes motorisations Iveco Cursor, avec une suspension pneumatique, des freins à disques et en configuration de 4x2, 6x2, et 6x4, tracteur et porteur. 
Pour les marchés américain et australien, une version avec capot est aussi proposée sous le nom Powerstar. Un concessionnaire IVECO hollandais importe des cabines australiennes et assure un assemblage de cette version pour l'Europe qui est baptisée Strator.

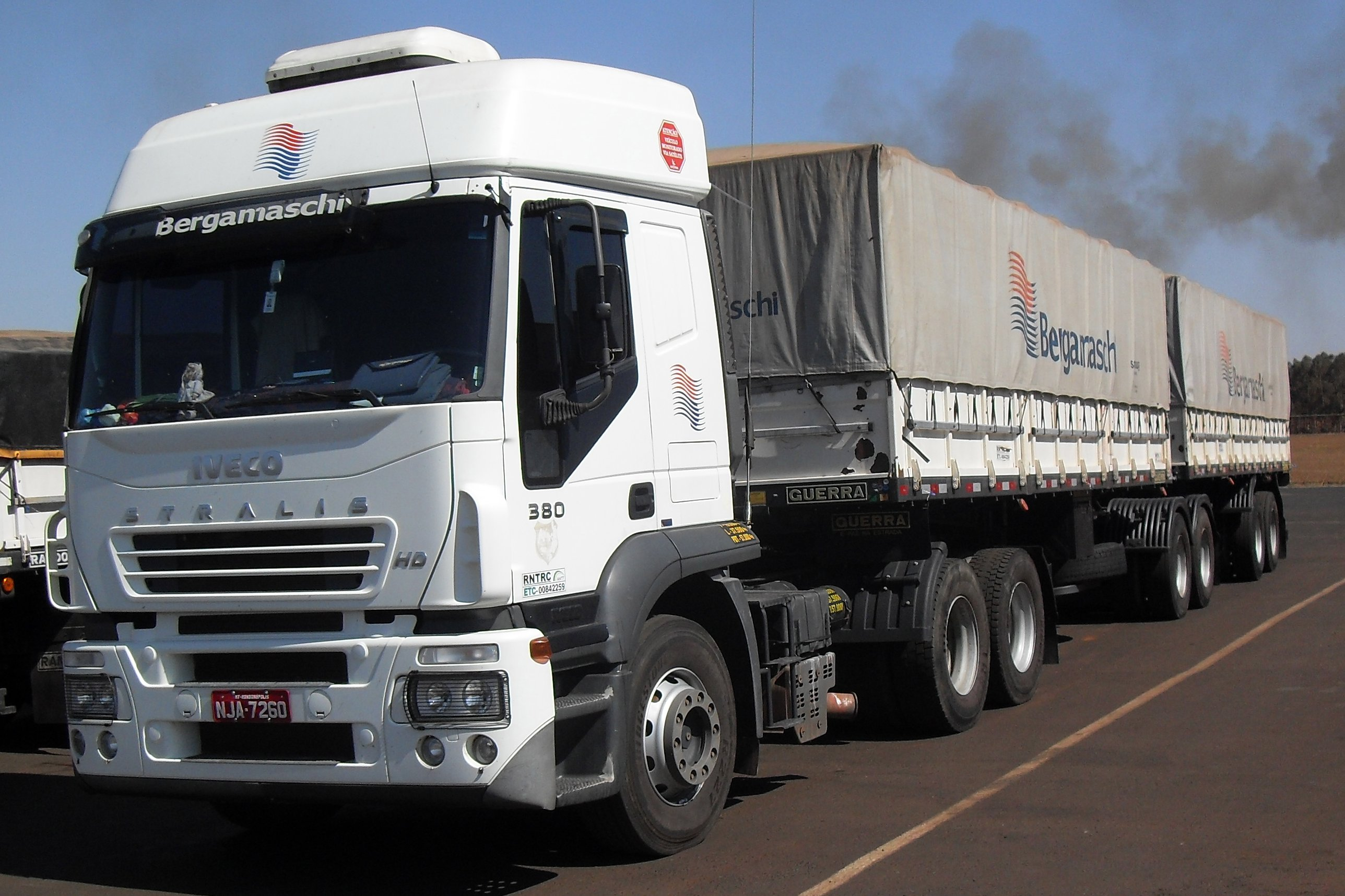
Iveco Stralis version brésilienne

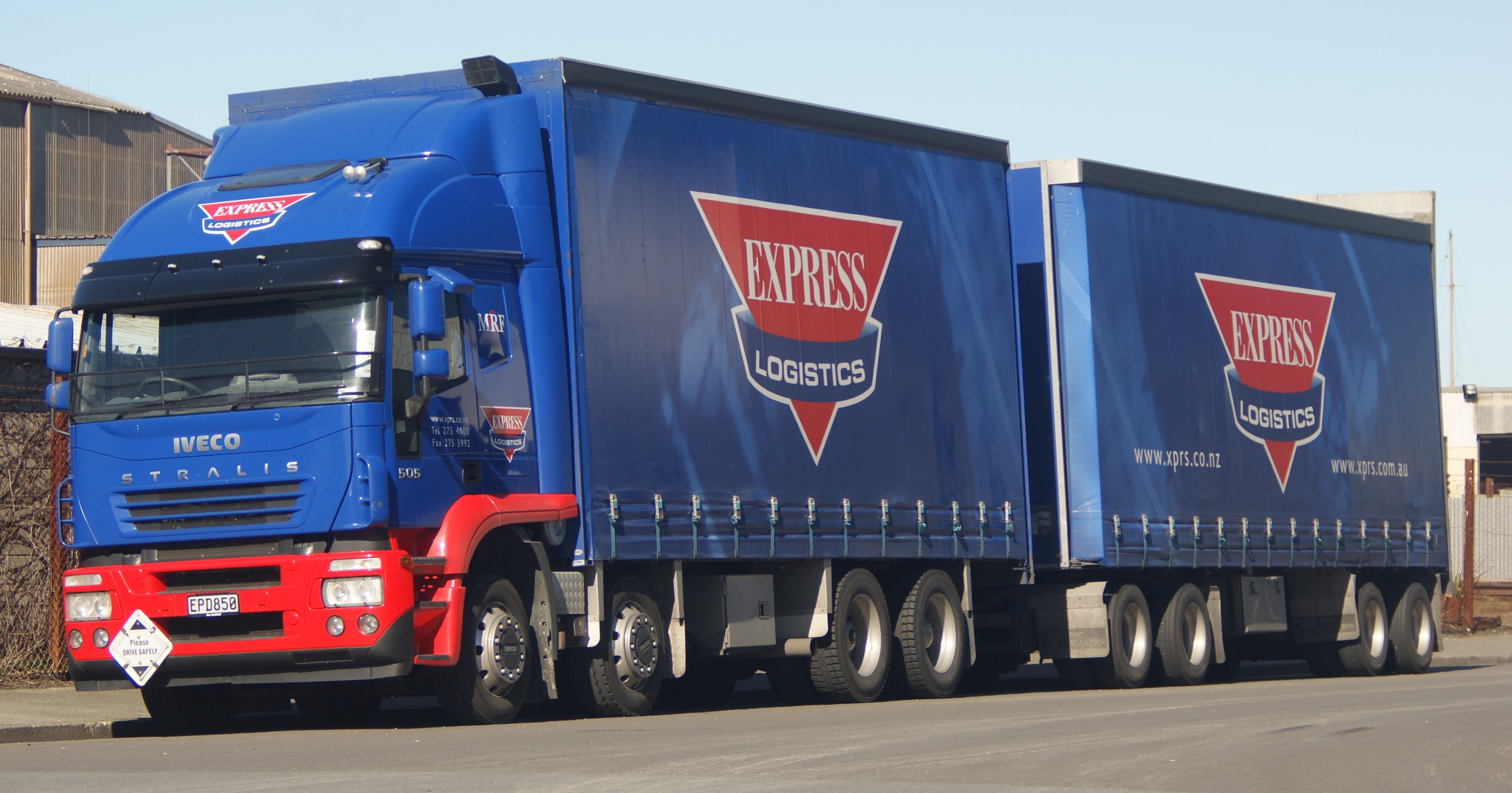
Iveco Stralis version Nouvelle-Zélande

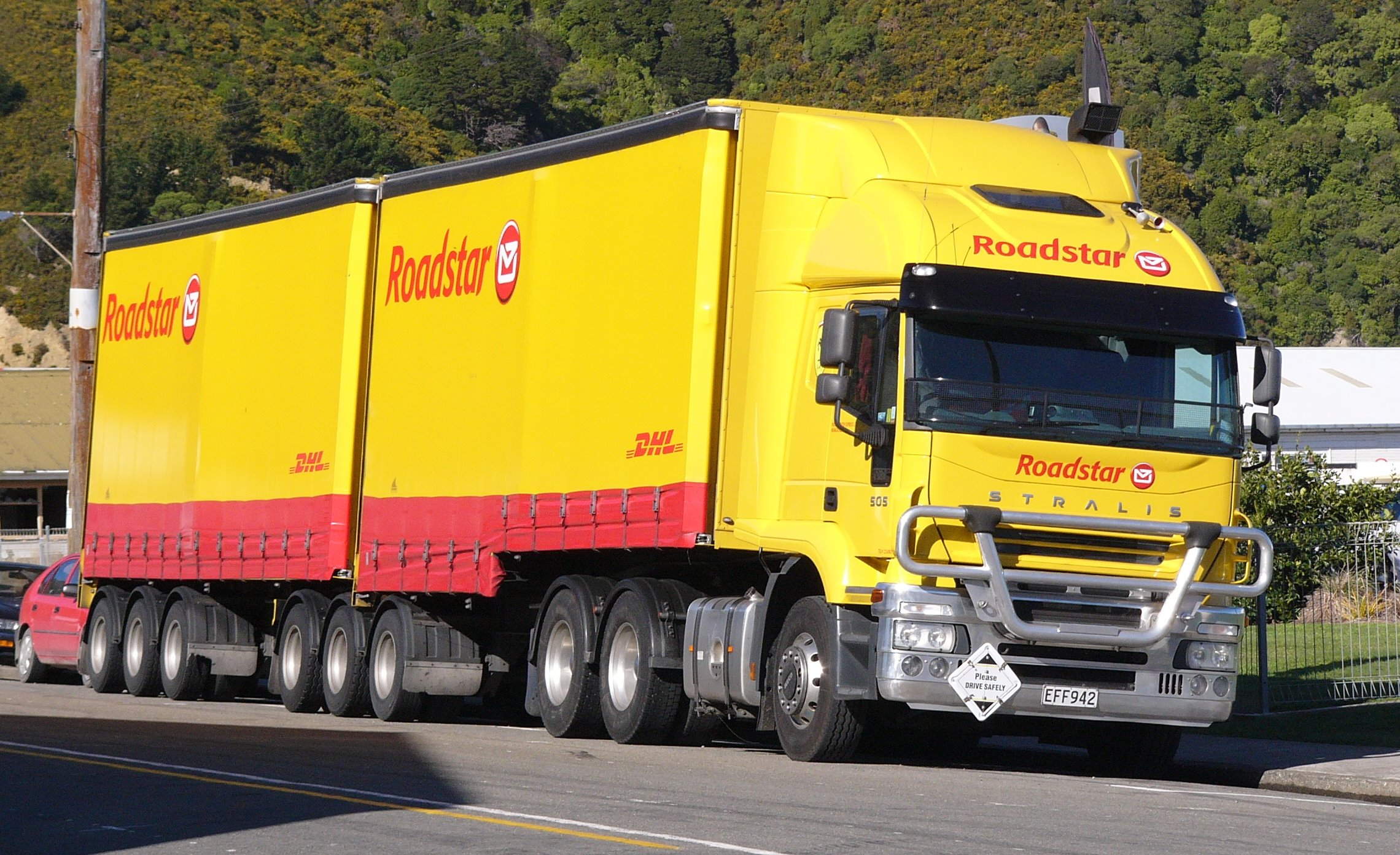
Iveco Stralis Road train Nouvelle-Zélande et Australie

## Deuxième série Stralis II (2007-2012)
En juin 2007, la gamme Stralis a connu une très importante évolution avec la présentation de la seconde série. La cabine a été complètement réétudiée à l'intérieur, pour améliorer le confort et la sécurité du chauffeur mais aussi à l'extérieur pour réduire la consommation. Cette nouvelle série est disponible, comme la précédente, en versions 4x2 tracteur et porteur, 6x2 tracteur et porteur, 6x4 tracteur et porteur. 
Le Cx a diminué de 2 % alors que la hauteur de la cabine a été augmenté de 95 mm et le volume utile de 1,8 m3. L'intervalle entre deux vidanges a été porté à 150 000 km. Les moteurs sont tous conformes à la future norme Euro 5. Une série spéciale baptisée All Blacks est commercialisée, en référence au sponsoring offert par Iveco à l'équipe de rugby de Nouvelle-Zélande.
En septembre 2010, IVECO présente au Salon de Hanovre, en Allemagne, l’Eco Stralis. Eco pour économie, mais aussi pour écologie. C'est une variante du Stralis Active Day, Active Time ou Active Space, équipé du moteur IVECO Cursor 10 de 10,3 litres EEV développant 420 ou 460 Ch (remplaçant le 450 Ch), en attendant les 500 ch du moteur de 12,9 litres de l’Active Space. 
Ces moteurs disposent de puissances légèrement supérieures avec une consommation réduite de 7,5 % par rapport à la première série.

## Troisième série Stralis Hi-Way (2012-2020)
Le 1er juillet 2012, IVECO a renouvelé intégralement sa gamme lourde Stralis et l'a baptisée Stralis Hi-Way qui intègre :
- coût global d’exploitation réduit, pouvant aller jusqu'à 4 % ;
- consommation plus basse, pouvant atteindre 10 %, Iveco a amélioré le Cx de 3 % par rapport au STRALIS précédent ;
- nouveaux moteurs Euro VI avec technologie IVECO HI-eSCR, brevet FPT ;
- nouvelle cabine, style, confort et ergonomie ;
- sécurité sur la route renforcée ;
- nouveaux dispositifs de gestion opérationnelle du véhicule.

Cette nouvelle génération de camions a passé des audits de qualité et de fiabilité approfondis sur plus de 6 millions de kilomètres de tests de durabilité et plus de 11 millions de kilomètres de conduite en conditions réelles d'utilisation.
Le nouveau Stralis est construit dans l'usine IVECO de Madrid. Cette unité a récemment reçu la médaille d'argent dans le cadre du prestigieux programme World Class Manufacturing (WCM), le meilleur classement existant. 
La cabine du nouveau Stralis Hi-Way, a reçu de nombreuses améliorations en matière d’ergonomie et de confort. Elle représente l’aboutissement d’une longue collaboration avec les clients utilisateurs. Le restylage extérieur s’est concentré sur l’optimisation de l'aérodynamique du véhicule et donc la baisse de la consommation. La cabine est équipée notamment d'une nouvelle grille centrale, de déflecteurs de nouvelle conception et d’un nouveau pare-chocs au design optimisé.
Le nouveau Stralis Hi-Way comprend la fonction « Driving Style Evaluation » IVECONNECT, un système spécifique IVECO qui intègre dans un seul dispositif des services d’info-divertissement, navigation, aide à la conduite ainsi que le système intégré IVECONNECT FLEET, pour la gestion des flottes. Le Stralis Hi-Way est équipé des systèmes électroniques les plus avancés comme le système EBS qui intègre la fonction Brake Assistant, le Lane Departure Warning System, l’ESP, l’Adaptive Cruise Control, le Daytime Running Lights, la fonction Driver Attention Support et l’Advanced Emergency Braking System. 
Comme sur les autres modèles récents du constructeur italien, le nouveau Stralis intègre l’ECOSWITCH, le dispositif qui limite la vitesse de croisière et optimise les performances de la transmission sur la base de la charge réelle du véhicule, l’ECOFLEET, un dispositif qui bloque partiellement l’utilisation manuelle de la boîte de vitesses automatisée EUROTRONIC, afin de prévenir les gestes de conduite non efficaces, 
Le nouveau Stralis est équipé de moteurs Cursor FPT Industrial 6 cylindres en ligne avec trois cylindrées différentes de 8, 10 et 13 litres pour la gamme Euro V et de 9, 11 et 13 litres pour la gamme Euro VI avec huit puissances pour les versions Diesel allant de 310 à 560 ch, plus trois versions GNV de 270 à 330 ch avec un couple maximal à très bas régime, à partir de 1 000 tr/min.

## Stralis NP (2017)
Le Stralis NP est un véhicule révolutionnaire fonctionnant au gaz naturel, conçu pour le transport durable en longue distance. La gamme Stralis NP (Natural Power) AS 440S40 T/P GNL et GNC a été exposée au salon parisien de la logistique, STIL 2017.
Trois modèles du nouveau Stralis NP 400 étaient présentés : 
- deux versions GNL équipées de deux réservoirs GNL et du moteur IVECO Cursor 9 développant 400 ch avec une boîte de vitesses automatique à 12 rapports? Chaque véhicule offre une autonomie de 1500 km. Le constructeur annonce une consommation 10 à 15 % inférieure à celle d'un véhicule diesel.
- une version GNC affichant des émissions de NOx inférieures de 3 % au seuil Euro 6, de 15 % pour le CO2 et jusqu’à 95 % si l’on opte pour du bio méthane. Son TCO est amélioré de 3 % par rapport à la version GNC, avec une durée d’amortissement moyenne de cinq ans.

Il est utile de rappeler que le gaz naturel est le carburant le plus respectueux de l’environnement. Les moteurs IVECO Cursor GNV contribuent fortement au transport durable : 
• amélioration de la qualité de l’air par élimination de la quasi-totalité des polluants (-70 % d’oxydes d’azote (NOx), -96 % de particules fines (PM), -90 % de composés organiques volatils non méthaniques (COVNM)),
• protection contre le réchauffement grâce aux faibles émissions de CO2 (environ 15 % de moins qu’un moteur diesel, et jusqu’à -95 % avec du biogaz) 
• baisse du bruit ambiant (-3db) par rapport à un moteur dernière génération. 
L'IVECO Stralis NP est le premier véhicule au gaz naturel conçu pour le transport durable en longue distance. Il bénéficie d’un moteur IVECO Cursor 9 GNV développant 400 ch DIN avec un couple de 1 700 N m, soit l'équivalent de nombre de moteurs diesel actuels de même cylindrée. L’autonomie du véhicule atteint 1 500 km.

## Versions militaires du Stralis

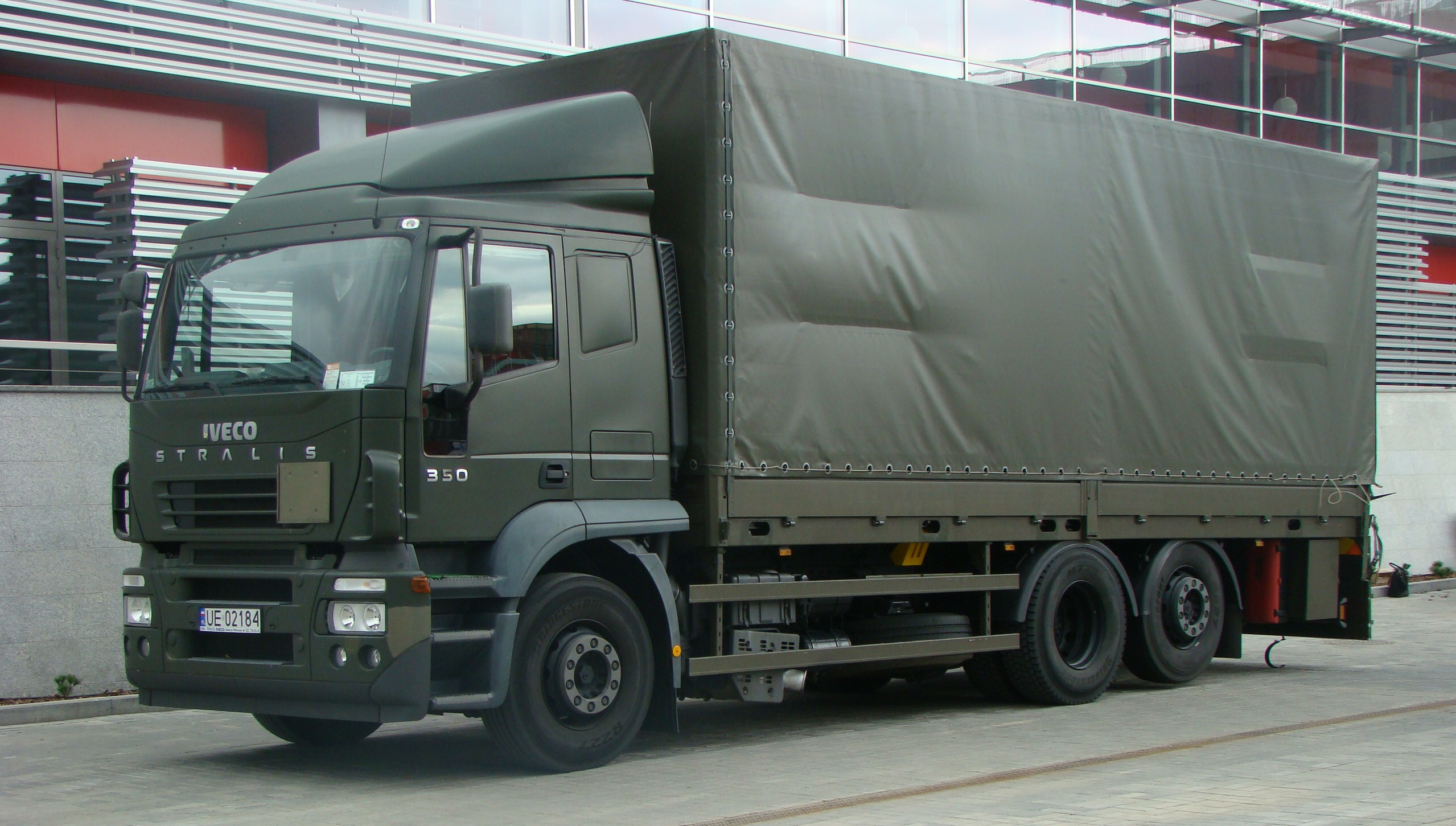
Iveco Stralis de l'armée polonaise

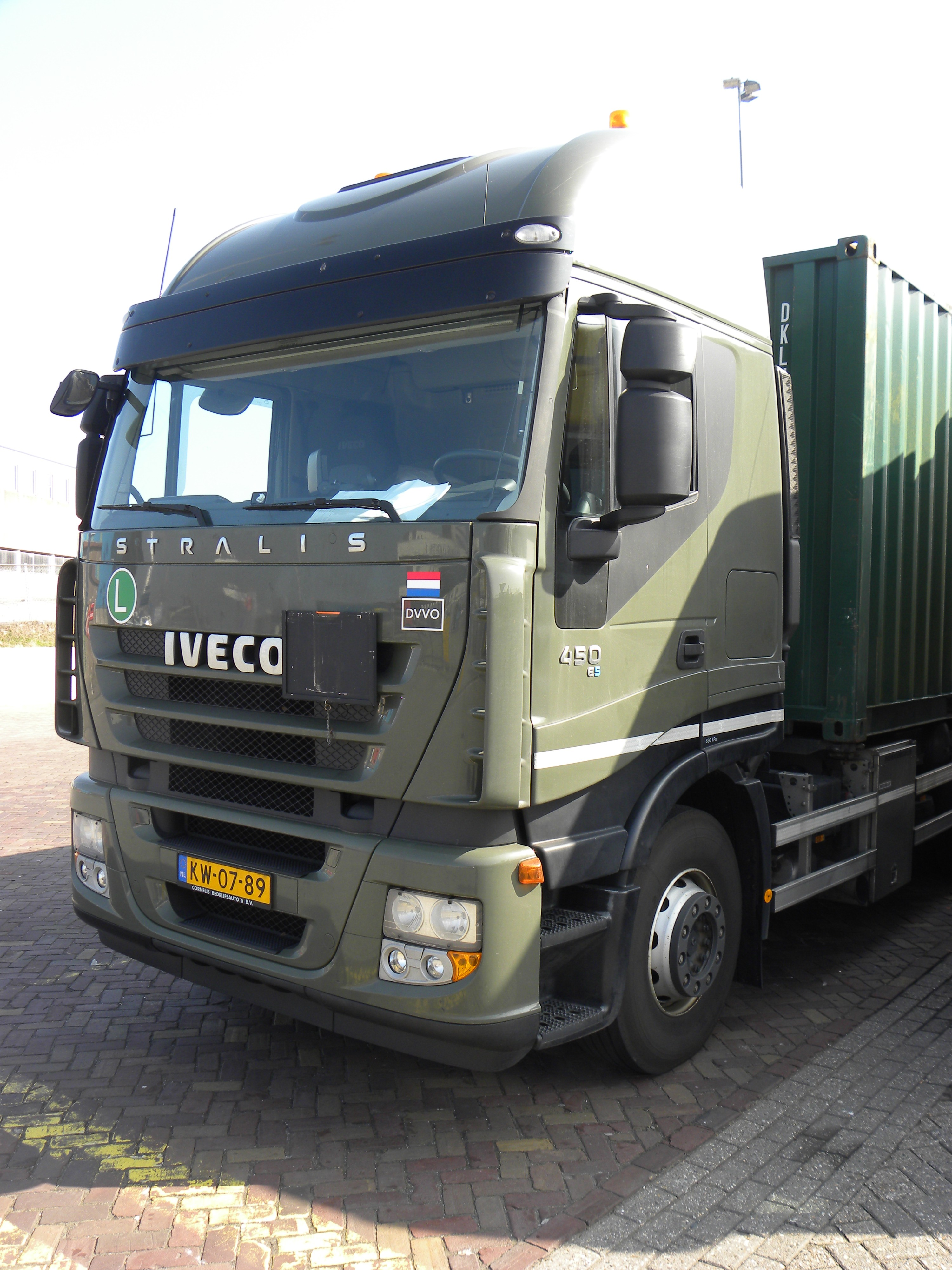
Iveco Stralis de l'armée hollandaise

Comme pour la quasi totalité de la gamme lourde Iveco, une version militaire est proposée dans les combinaisons 4x2, 4x4, 6x4, 6x6 et 8x8. 
En juin 2017, l'Armée suisse a passé commande de 400 nouveaux Stralis et Trakker à livrer d'ici 2021, en version 4x2, 4x4, 6x2, 6x6, 8x6 et 8x8. Cela complète les 1.200 véhicules déjà livrés entre 1996 et 2006. Les utilisations sont diverses : transport de troupe, engins de chantier (génie), benne, porte-conteneur, etc.

## Concept truckIveco Glider
Au salon IAA de Hanovre en septembre 2010, la marque italienne de camions et d'utilitaires Iveco à présenté le concept truck Glider, presque semblable au Stralis, qui améliore l’efficacité énergétique et possède sur son toit des panneaux solaires,.